# Stadion Raional Atlant
Stadion Raional Atlant (rum. Stadionul Raional Atlant) – stadion piłkarski w Kagule w Mołdawii. Swoje mecze rozgrywa na nim klub Speranța Crihana Veche grający w Divizia Națională. Posiada nawierzchnię trawiastą. Może pomieścić 2000 osób.